# Benthophilinae
Benthophilinae (лат.) — подсемейство лучепёрых рыб из семейства бычковых (Gobiidae). Эндемики Понто-Каспийского региона (включая Мраморное, Чёрное, Азовское, Каспийское и Аральское моря). Benthophilinae имеют брюшные плавники, превращённые в присоску, а также удлинённые спинной и анальный плавники. Они отличаются от близкого к ним подсемейства Gobiinae отсутствием плавательного пузыря у взрослых и соединёнными мембраной верхними лучами грудных плавников.

## Систематика
В состав подсемейства включают 9 родов в трёх трибах:
- Триба Benthophilini
  - Anatirostrum
  - Benthophiloides
  - Benthophilus (Типовой род)
  - Caspiosoma
- Триба Neogobiini
  - Neogobius (Типовой род)
- Триба Ponticolini
  - Babka
  - Mesogobius
  - Ponticola (Типовой род)
  - Proterorhinus